# 봄비야

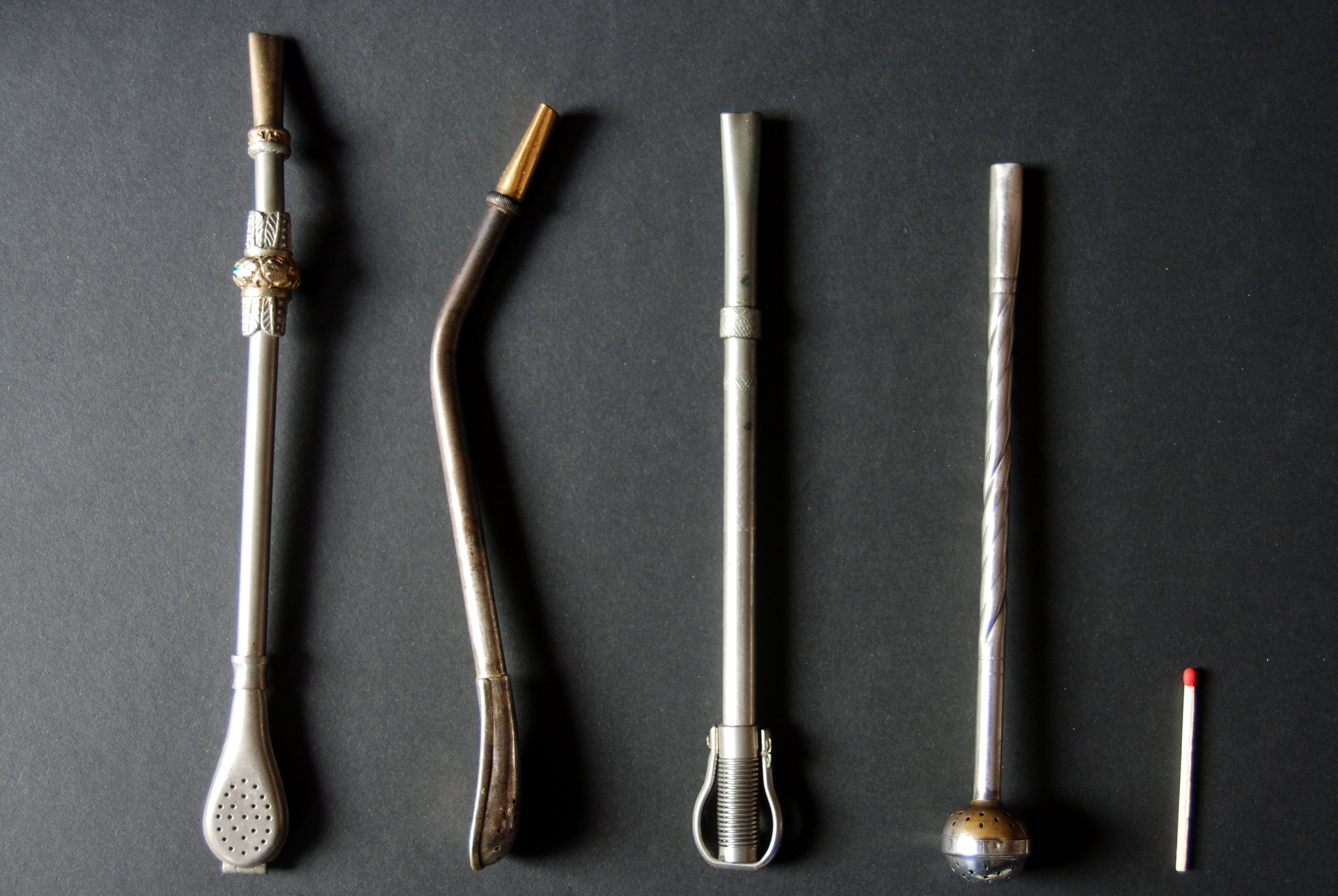
다양한 형태의 봄비야. 성냥개비는 크기 비교용.

봄비야(스페인어: bombilla) 또는 봄바(포르투갈어: bomba)는 마테를 마실 때 쓰는 빨대의 일종이다. 끝 부분이 부풀어올라 있고 구멍이 송송 나 있어서 마치 체 내지 필터의 역할을 한다. 찻잎 등 기타 찌꺼기를 함께 마시지 않도록 걸러내는 용도다. 길이는 다양하지만 대개 18 cm (7 인치) 정도가 가장 흔하다.
전통적으로 봄비야는 구리, 니켈, 은 합금으로 만들어졌다. 오늘날에는 전통공예품이 아닌 이상 스테인리스 스틸로 거의 대체되었다. 옛날에 은으로 만든 전통 봄비야는 특권층만 쓸 수 있는 사치품이었으며, 서민들은 수수깡 빨대를 사용했다.